# Arya-Bhogapur, Lingsugur
Arya-Bhogapur là một làng thuộc tehsil Lingsugur, huyện Raichur, bang Karnataka, Ấn Độ.